# هدرانجية
الهدرانجية (الاسم العلمي: Hydrangeaceae) هي فصيلة من النباتات تتبع رتبة القرانيات من طائفة ثنائيات الفلقة.

## التصنيف
- الهدرانجاوات
  - الهدرانجاوية
    - الهدرانج